# آدریان رندال
آدریان رندال (انگلیسی: Adrian Randall؛ زادهٔ ۱۰ نوامبر ۱۹۶۸) بازیکن فوتبال اهل بریتانیا است.
از باشگاه‌هایی که در آن بازی کرده‌است می‌توان به باشگاه فوتبال یورک سیتی، باشگاه فوتبال بری، باشگاه فوتبال ای‌اف‌سی بورنموث، باشگاه فوتبال نیوپورت (جزیره وایت)، باشگاه فوتبال فارست گرین راورز، و باشگاه فوتبال برنلی اشاره کرد.
وی همچنین در تیم ملی فوتبال زیر ۱۸ سال انگلستان بازی کرده‌است.